# Johann Max Emanuel Plenge
Johann Max Emanuel Plenge (* 7. Juni 1874 in Bremen; † 11. September 1963 in Münster) war ein deutscher Soziologe, Volkswirt und bedeutender Propagandaforscher. Er war Schüler von Karl Bücher, Professor für Staatswissenschaften und Volkswirtschaftslehre an der Westfälischen Wilhelms-Universität in Münster und unter anderem der Doktorvater von Kurt Schumacher.

## Leben
Johann Plenge gehörte zu den deutschen Intellektuellen, die im Zuge des Augusterlebnisses 1914 den Ersten Weltkrieg als Chance sahen, gesellschaftliche Konflikte und Gräben zu überwinden, und in diesem Zusammenhang Begriffe wie „Volksgemeinschaft“ prägten und die spezifisch deutschen Werte und Tugenden als „Ideen von 1914“ priesen. Plenge gilt nach Steffen Bruendel als Erfinder des Schlagworts Ideen von 1914. In seinem 1916 erschienenen Werk 1789 und 1914 verglich er Wilhelm II. mit Napoleon Bonaparte: „Zum zweiten Male zieht ein Kaiser durch die Welt als Führer eines Volkes mit dem ungeheuren, weltbestürzenden Kraftgefühl der allerhöchsten Einheit.“
In seiner Schrift Über den politischen Wert des Judentums aus dem Jahr 1920 vertrat Plenge antisemitische Standpunkte. Er war Sozialdemokrat und stand der nationalistisch orientierten Lensch-Cunow-Haenisch-Gruppe innerhalb der SPD nahe.
An der Westfälische Wilhelms-Universität unterhielt er ein „Staatswissenschaftliches Institut“, das Propagandaforschung betrieb. Der Kaffeefabrikant Ludwig Roselius finanzierte dieses Institut im Jahre 1921 mit 250.000 Reichsmark Grundkapital, 30.000 Mark für Grundanschaffungen und weiteren 100.000 Reichsmark für den Betrieb der ersten fünf Jahre. Dort gründete er auch das erste Universitätsinstitut für Organisationslehre in Deutschland.
Plenge wurde 1935 vorzeitig und gegen seinen Willen emeritiert. Im Universitätsarchiv Münster befinden sich seine umfangreichen Personalakten.

## Schriften
- Westerwälder Hausierer und Hausgänger, Duncker & Humblot (= Schriften des Vereins für Socialpolitik 78), Leipzig 1898
- Gründung und Geschichte des Crédit Mobilier. Zwei Kapitel aus Anlagebanken, eine Einleitung in die Theorie des Anlagebankgeschäftes (= Habilitation Leipzig), Laupp, Tübingen 1903 (Reprint: Detlev Auvermann, Glashütten im Ts. 1976)
- Marx und Hegel, Laupp, Tübingen 1911
- Von der Diskontpolitik zur Herrschaft über den Geldmarkt, Springer, Berlin 1913
- Der Krieg und die Volkswirtschaft, Borgmeyer, Münster 1915
- 1789 und 1914: Die symbolischen Jahre in der Geschichte des politischen Geistes, Springer, Berlin 1916
- Die Revolutionierung der Revolutionäre, Der Neue Geist, Leipzig 1918
- Zur Vertiefung des Sozialismus, Der Neue Geist, Leipzig 1919
- Über den politischen Wert des Judentums, Essen 1920 (PDF Uni Frankfurt)
- Deutsche Propaganda, [1922], ²1965
- Die Altersreife des Abendlandes, Robert Kämmerer, Düsseldorf 1948
- Cogito ergo sumus. Eine Auswahl aus den Schriften. Hrsg. von Hanns Linhardt, Duncker & Humblot, Berlin 1964
- Michael Busch: Der Gesellschaftsingenieur Johann Plenge (1874–1963) (= Universitätsarchiv Münster: Veröffentlichungen des Universitätsarchivs Münster. Nr. 13). Aschendorff, Münster 2019, ISBN 978-3-402-15895-1.